# Georg Ludwig Dreyfus
Georg Ludwig Dreyfus (geboren 25. April 1879 in Frankfurt am Main; gestorben 6. März 1957 in Zürich) war ein deutscher Arzt und Hochschullehrer, der an der Goethe-Universität Frankfurt lehrte. 

## Leben
Der Vater von Dreyfus, Isaac Dreyfus (1849–1909), war Bankier und Teilhaber des Bankhauses J. Dreyfus & Co. Er war im Vorstand der Israelitischen Gemeinde und der Israelitischen Waisenanstalt in Frankfurt. Die Mutter Rosalie Anna Levy stammte aus Frankreich. Dreyfus hatte zwei Geschwister, den Kunsthistoriker Albert Dreyfus (1876–1945) und den Bankier Willy Dreyfus (1885–1977).
Dreyfus legte 1897 seine Reifeprüfung in der Wöhlerschule ab. In Freiburg im Breisgau, München, Berlin und Heidelberg studierte er ab 1899 Medizin. In Heidelberg wurde ihm 1904 die Approbation erteilt, sein Studium beendete er 1905 mit der Promotion bei Wilhelm Erb. 
Ab 1904 arbeitete Dreyfus als Assistent an der Psychiatrischen Universitätsklinik Heidelberg, ab 1907 im Universitätsklinikum Heidelberg. 1908 wechselte er nach Berlin zu Hermann Oppenheim. Am Universitätsklinikum Frankfurt am Main arbeitete er ab 1910 bei Alfred Schwenkenbecher. Im Ersten Weltkrieg wurde Dreyfus stellvertretender Direktor des Universitätsklinikums. 1916 wurde er nach seiner Habilitation zum Privatdozent, 1921 zum außerordentlichen Professor. Im gleichen Jahr wurde er zum Direktor der Poliklinik für Nervenkranke des Städtischen Krankenhauses.
1922 wurde Georg L. Dreyfus führendes Mitglied der Organisation Keren Hayesod, die das Land Israel aufbauen sollte. Als jüdischer Hochschullehrer war er vom 1933 erlassenen Gesetz zur Wiederherstellung des Berufsbeamtentums betroffen und wurde sowohl als Professor, als auch aus dem städtischen Dienst entlassen. 1933 emigrierte Dreyfus in die Schweiz, wo er bis zu seinem Tod im Jahr 1957 eine Privatpraxis hatte.
Dreyfus hatte im September 1905 geheiratet. Das Paar hatte eine Tochter und einen Sohn.

## Veröffentlichungen (Auswahl)
- Die Therapie des Morbus Basedowii in den letzten Jahren. M. Perles, Wien 1905 (Dissertation).
- Die Melancholie, ein Zustandsbild manisch-depressiven Irreseins. Eine klinische Studie. Jena 1907.
- Über nervöse Dyspepsie. Psychiatrische Untersuchungen aus der medizinischen Klinik zu Heidelberg. Jena 1908.
- Die Behandlung des Tetanus. Berlin 1914.
- Salvarsannatrium und seine Anwendung in der Praxis. In: Münchener medizinische Wochenschrift. Band 62, 1915, S. 178–180.
- Isolierte Pupillenstörung und Liquor cerebrospinalis. Ein Beitrag zur Pathologie des Lues des Nervensystems. Jena 1921.